# Seleção Feroesa de Voleibol Masculino
A seleção feroesa de voleibol masculino é uma equipe europeia composta pelos melhores jogadores de voleibol das Ilhas Faroe. A equipe é mantida pela Federação de Voleibol das Ilhas Faroe (Flogbóltssamband Føroya). A seleção não consta ranking mundial da FIVB segundo dados de 4 de janeiro de 2012.